# Bernhard Andersen
Bernhard Vilhelm Andersen (Copenaghen, 5 febbraio 1892 – Copenaghen, 9 settembre 1958) è stato un calciatore danese, di ruolo attaccante.

## Palmarès

### Club

#### Competizioni nazionali
- Campionato danese: 1

Frem: 1923